# Ciśnienie śródgałkowe
Ciśnienie śródgałkowe, ciśnienie wewnątrzgałkowe – ciśnienie, jakie zawartość gałki ocznej wywiera na ścianę twardówki i rogówki. Jego badanie (tonometria) odbywa się za pomocą tzw. tonometru. Prawidłowe ciśnienie śródgałkowe u człowieka wynosi około 16 mm Hg (2,1 kPa), a za górną granicę normy przyjmuje się wartości 20–22 mm Hg.